# Nicolás della Torre
Nicolás della Torre né le 1er mars 1990 à Buenos Aires, est un joueur de hockey sur gazon argentin. Il évolue au poste de milieu de terrain ou attaquant au KHC Dragons, en Belgique et avec l'équipe nationale argentine.

## Carrière

### Coupe d'Amérique
- : 2022[3]

### Jeux panaméricains
- : 2015

### Jeux sud-américains
- : 2013